# OH 7

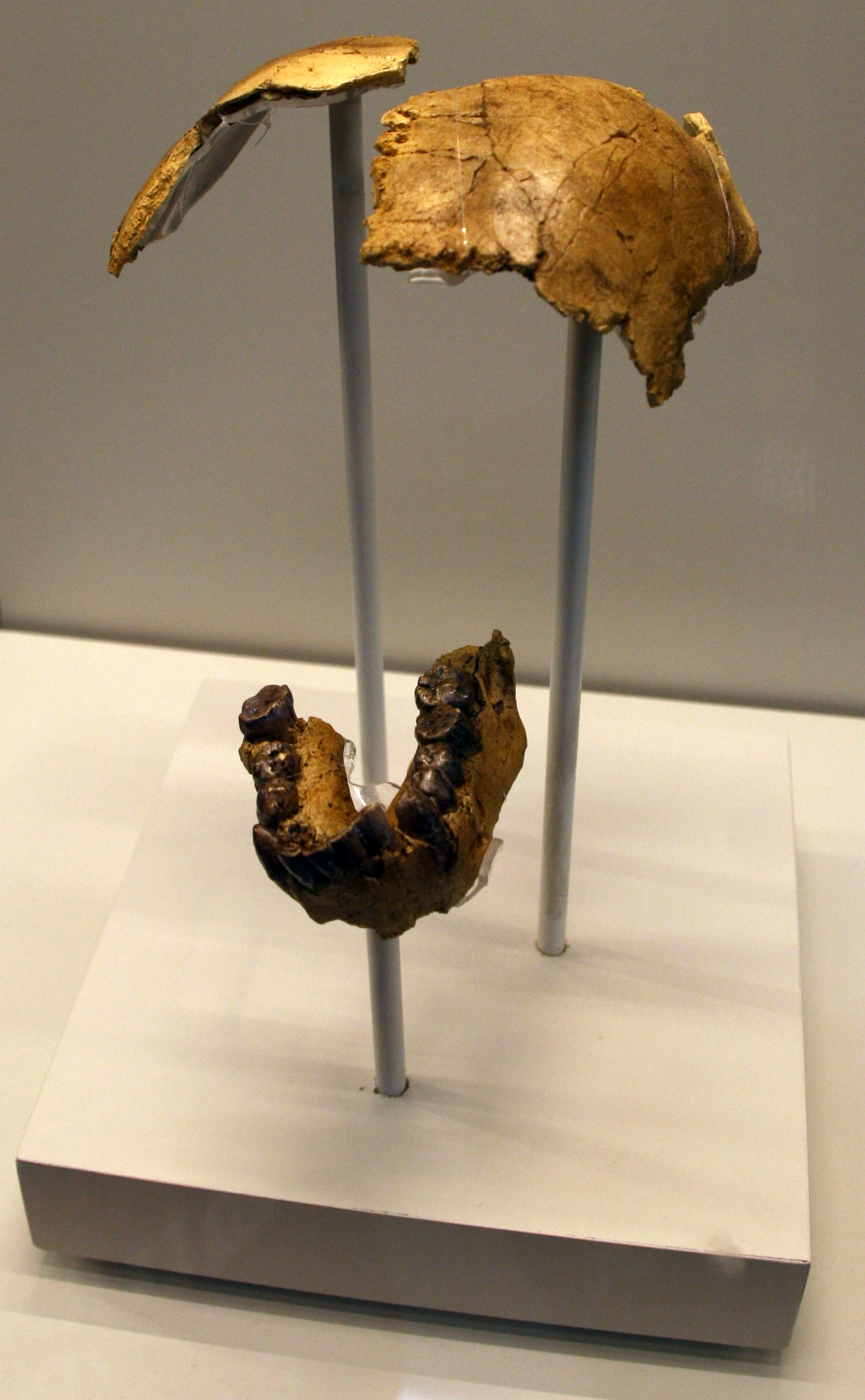
Resti fossili OH 7 conservati al museo nazionale di Dar El Salam.

OH 7  sono i resti fossili, appartenente a un Homo habilis, ritrovati nel 1970 da Jonathan Leakey nella Gola di Olduvai, in Tanzania. I resti, una mandibola inferiore con tredici denti, un molare mascellare isolato, due ossa parietali e ventuno piccole ossa molte delle quali delle mani, sono datati a circa 1,75 milioni di anni fa 

## Descrizione
Sulla base dei frammenti si stima che la capcità del cranio fosse di 674 cc.
La mano era ampia, con un grande  pollice e dita larghe, simili a quelle umane; tuttavia, a differenza degli esseri umani, le dita sono relativamente lunghe e presentano una curvatura simile a quella degli scimpanzé. Inoltre, l'orientamento del pollice rispetto alle altre dita ricorda l'anatomia delle grandi scimmie